# 工藤正司
工藤 正司（くどう まさじ、1950年（昭和25年）6月25日 - ）は、日本の政治家。元埼玉県行田市長（3期）。

## 来歴
埼玉県行田市出身。埼玉県立熊谷高等学校定時制を経て、1974年（昭和49年）3月、拓殖大学政経学部政治学科卒業。同年4月1日、行田市役所に入庁。2005年（平成17年）4月1日、上下水道部長に就任。2006年（平成18年）1月1日、市民生活部長に就任。同年4月1日、消防長に就任。 
2007年（平成19年）4月22日に行われた行田市長選挙に立候補し3候補を破り初当選。 2011年（平成23年）、無投票により再選。2015年（平成27年）、無投票により3選。
2018年（平成30年）9月、4選出馬を表明。工藤は市長選に向けて自由民主党の推薦を得たが、2019年（平成31年）4月7日に行われた埼玉県議会議員選挙の東1区行田市選挙区で自民党現職の鈴木聖二ではなく、無所属新人の柿沼貴志を応援。柿沼は鈴木との一騎打ちを制し初当選。自民党県議団は工藤の推薦を取り消すよう党県連の新藤義孝会長に申し入れる事件に発展した。
同年4月21日に行われた市長選に自民党・立憲民主党・国民民主党・公明党・希望の党の推薦を得て出馬するも、元市議の石井直彦に敗れ落選した（石井：18,321票、工藤：16,834票）。投票率は52.65％。
2024年（令和6年）11月の秋の叙勲において、旭日小綬章を受章した。